# Markle
Markle is een plaats (town) in de Amerikaanse staat Indiana, en valt bestuurlijk gezien onder Huntington County en Wells County.

## Demografie
Bij de volkstelling in 2000 werd het aantal inwoners vastgesteld op 1102.
In 2006 is het aantal inwoners door het United States Census Bureau geschat op 1104, een stijging van 2 (0.2%).

## Geografie
Volgens het United States Census Bureau beslaat de plaats een oppervlakte van
2,7 km², waarvan 2,6 km² land en 0,1 km² water. Markle ligt op ongeveer 247 m boven zeeniveau.

## Plaatsen in de nabije omgeving
De onderstaande figuur toont nabijgelegen plaatsen in een straal van 16 km rond Markle.